# James Punch
Pour les articles homonymes, voir Punch.
James Punch est un homme politique canadien de la Colombie-Britannique. Il est aussi député provincial indépendant de la circonscription britanno-colombienne de Westminster de 1890 à 1894.